# توماس كانتي (قاضي)

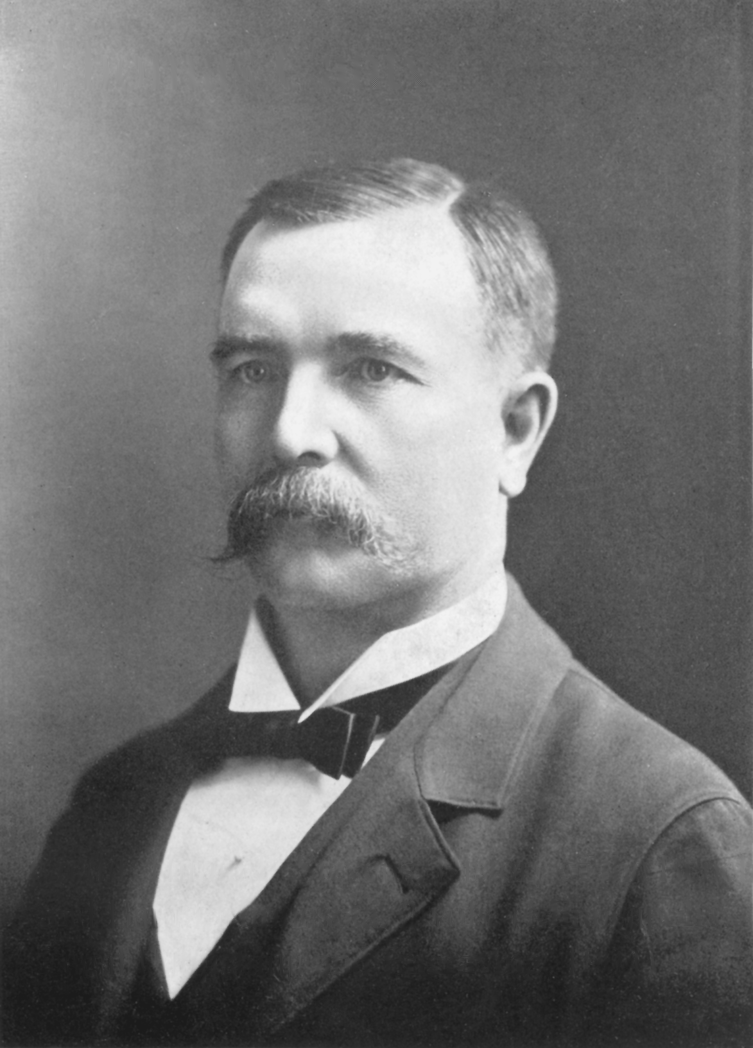
توماس كانتي.

جون توماس كانتي (24 أبريل 1854 - 1 مايو 1920) كان قاضي أمريكي.